# Придатки
Прида́тки (бел. Прыдаткі) — деревня в Барановичском районе Брестской области Белоруссии. Входит в состав Крошинского сельсовета. Население — 34 человека (2019).
Находится в 17 км по автодорогам к северо-востоку от центра Барановичей и в 2,5 км по автодорогам к северо-востоку от центра сельсовета, агрогородка Крошин. Обозначена на карте 1910 года как небольшая группа домов, однако в списках населённых мест тех лет не упоминается.
Ныне имеется конюшня.

## Население
На 1 января 2023 года в деревне проживало 43 человека в 26 хозяйствах.
| Численность населения (по переписи) | Численность населения (по переписи) | Численность населения (по переписи) | Численность населения (по переписи) | Численность населения (по переписи) |
| 1959                                | 1970                                | 1999                                | 2009                                | 2019                                |
| ----------------------------------- | ----------------------------------- | ----------------------------------- | ----------------------------------- | ----------------------------------- |
| 182                                 | ↘130                                | ↘79                                 | ↘53                                 | ↘34                                 |